# Panik (1928)
Panik é um filme mudo alemão de 1928, do gênero policial, dirigido por Harry Piel.